# Educandato Statale Emanuela Setti Carraro dalla Chiesa
L'Educandato Statale Emanuela Setti Carraro dalla Chiesa ex Collegio delle Fanciulle, è una istituzione educativa statale italiana, fondata a Milano da Napoleone il 19 settembre 1808, col nome di "Collegio reale delle fanciulle", che, dopo molte trasformazioni, è diventata una istituzione educativa cui sono annesse una scuola primaria, una secondaria di primo grado, un liceo classico, classico europeo EsaBac, linguistico EsaBac ed internazionale spagnolo.

## Storia
Art. 1. Sarà eretta nel regno una casa di educazione per le fanciulle. Questa casa sarà stabilita a Milano. Porterà il nome di collegio reale delle fanciulle.

2. S'insegneranno nel collegio reale delle fanciulle i principj della religione e della morale, i principj dell' economia domestica, la lingua italiana e francese, gli elementi d'aritmetica, di geografia e di storia; la musica, il disegno, la danza, il ricamo; in fine, tutto ciò  potrà completare un'istruzione utile e distinta.»
(Napoleone, ( N. 299. ) DECRETO portante lo stabilimento in Milano del collegio reale delle fanciulle. 19 settembre 1808)

### Origine
La scuola fu fondata nel 1808 da Napoleone, in qualità di Re d'Italia come collegio reale delle fanciulle, con un decreto controfirmato dal ministro Segretario di Stato A. Aldina. Al collegio potevano essere ammesse fino a 50 educande, di queste 24 gratuitamente preferibilmente provenienti da "buone famiglie, i di cui padri avranno reso importanti servigi nella carriera delle armi o delle magistrature e amministrazioni civili. Le altre a pagamento preferibilmente "figlie de' gran dignitarj, commendatori e cavalieri dell'ordine della corona di ferro, de' membri dei tre collegi, de' funzionarj civili e degli officiali di terra e di mare". L'età per l'ammissione doveva essere compresa fra 8 e 12 anni e la loro educazione terminava al compimento del diciottesimo anno.
La sede assegnata fu l’ex convento di San Filippo ubicato vicino alla Rotonda della Besana.

### Regno d'Italia
Il collegio rimase in funzione anche dopo la fine dell'era napoleonica nel corso del regno Lombardo Veneto.
Dopo l'unità d'Italia, il suo statuto fu riformato nel 1861 da Vittorio Emanuele II, con un regio decreto del 22 marzo 1861 che disponeva il programma degli studi inizialmente con un corso elementare di quattro anni a cui ne seguiva uno detto “perfettivo” di tre anni (elevati a quattro dal 1875), introducendovi lo studio di una seconda lingua straniera: il tedesco. Erano mantenute le discipline considerate essenziali per l'educazione di una fanciulla alla vita familiare.
Nel 1865 venne cambiata la sede col trasferimento nel ben più spazioso Palazzo Archinto, costruito dal conte Giuseppe Archinto, e la cui costruzione aveva consumato tutto il suo patrimonio e per questo motivo venduto dal figlio dopo la morte del conte.
Nel 1873, Vittorio Emanuele con un regio decreto riordinò il nuovo regolamento organico del collegio. L'articolo 9 di questo regolamento richiedeva per la domanda di ammissione la presentazione dell'attestato di vaccinazione antivaiolosa o di guarigione (quindi immunità acquisita) da vaiolo naturale. 
Dagli anni 1926 - 1928 la scuola ospitò il “liceo femminile” del comune di Milano, sprovvisto di sede e soppresso nel 1928.
La riforma Gentile modificò anche il corso di studi di questa scuola, che divenne composta da cinque anni di scuola elementare, tre anni di magistrali inferiori e quattro anni di superiori, con acquisizione della licenza magistrale al termine di questo ciclo di studi.
Nel frattempo la scuola si aprì ad alunne esterni, oltre a quelle che vivevano nel collegio. 
Durante la seconda guerra mondiale la scuola aprì per un brevissimo intervallo di tempo anche una scuola materna.

### Repubblica italiana
Il nome della scuola cambia in "Educandato Statale Collegio delle Fanciulle" e il corso magistrale viene cambiato in Ginnasio Liceo Classico, a cui nel 1959 verrà aggiunto un liceo linguistico prima legalmente riconosciuto e poi statale, rafforzando la tradizione dell'insegnamento linguistico, con l'insegnamento dell’Inglese, del Francese e dello Spagnolo. 
Dal 1967 al 1985 viene riaperta e poi nuovamente chiusa la scuola materna.
Dal 1986 l'Educandato è intitolato ad Emanuela Setti Carraro dalla Chiesa, a seguito di una richiesta del Consiglio di Amministrazione ed ha scuole annesse miste con indirizzi sperimentali progressivamente attivati e sopravvissuti alla riforma dei licei del 2010, come il liceo classico europeo, il liceo linguistico ESABAC ed il liceo internazionale spagnolo. 
Nel 2008 è stato celebrato il bicentenario e dal 2014 è diretto per la prima volta da un uomo: il prof. Giorgio Ragusa.